# استان سن ایگناسیو
استان سن ایگناسیو (به اسپانیایی: Provincia de San Ignacio) یک استان در پرو است که در منطقه کاخامارکا واقع شده‌است. استان سن ایگناسیو ۴٬۹۹۰٫۳ کیلومتر مربع مساحت و ۱۲۷٬۵۲۳ نفر جمعیت دارد و ۱٬۳۲۴ متر بالاتر از سطح دریا واقع شده‌است.